# Verride
 Verride  ist eine Ortschaft und ehemalige Gemeinde in der portugiesischen Region Centro. Sie liegt auf einer 58 Meter hohen Erhebung am Fluss Mondego.

## Geschichte
Die Römer bauten hier Straßen während ihrer Besatzung. Im November 1186 erhielt der Ort Verwaltungsrechte (Foral), die im Zuge der Verwaltungserneuerungen unter König Manuel I. am 23. August 1514 erneuert wurden.
1832 war der Ort ein eigenständiger Kreis (Concelho), der zum damaligen Regierungsbezirk (Comarca) von Figueira da Foz gehörte. Mit der Schaffung des Kreises von Abrunheira 1836 wurde der Kreis von Verride aufgelöst und Abrunheira angegliedert. 1844 wurde Verride zur Kleinstadt (Vila) erhoben und kurzzeitig wieder Sitz eines eigenständigen Kreises, um ab 1853 endgültig eine Gemeinde des Kreises Montemor-o-Velho zu werden.
Im 16. Jahrhundert wurde die manieristisch-barocke Kirche errichtet. Etwa zur gleichen Zeit baute man das neoklassische Renaissance-Kloster von Verride (Convento de Almiara oder auch Mosteiro de Verride). Es wurde von den Mönchen des Orden vom Heiligen Kreuz auf einem Grundstück über dem Mondego errichtet, das ihnen 1285 vom Kloster Santana verkauft wurde. Sie führten den bis heute in der Umgebung des Mondego verbreiteten Reisanbau ein.
Am 13. Juni 1808 wurde die Associação Filarmónica União Verridense gegründet. Der „Philharmonische Verein“ besteht noch heute und gehört so zu den ältesten noch bestehenden musikalischen Vereinigungen des Landes. Mit Musikschule und seinen beiden Orchestern ist es ein wichtiger Faktor im Kulturbetrieb der Gemeinde.
Die Thermalquellen der Gemeinde (Bulho, Brulho, Brolho und Barulho) wurden als Thermalbad 1865 renoviert, sind inzwischen aber aufgegeben und verfallen.

## Verwaltung
Verride war Sitz einer gleichnamigen Gemeinde (Freguesia) im Landkreis (Concelho) von Montemor-o-Velho, im Distrikt Coimbra. Am 30. Juni 2011 hatte die Gemeinde 612 Einwohner auf einer Fläche von 5,5 km².
Die Gemeinde bestand nur aus der Ortschaft Verride.
Im Zuge der kommunalen Neuordnung Portugals nach den Kommunalwahlen am 29. September 2013 wurde die Gemeinde Verride mit Abrunheira und Vila Nova da Barca zur neuen Gemeinde União das Freguesias de Abrunheira, Verride e Vila Nova da Barca zusammengeschlossen. Sitz der neuen Gemeinde wurde offiziell Abrunheira, jedoch residiert die Gemeindeverwaltung de facto in den größeren Räumlichkeiten in Verride.

## Gemeinwesen
In der Gemeinde existieren ein Kulturzentrum, ein umfasster Fußballplatz, eine Mehrzweckhalle, ein Gesundheitsposten und Senioreneinrichtungen. Eine Vorschule und eine Grundschule sind am Ort. Das Portugiesische Rote Kreuz unterhält eine Delegation am Ort, und es gibt einen Sport- und einen Kulturverein.
Die Gemeinde unterhält kleinere Gemeindegärten und einen kleinen Ausflugspark mit Grillplatz und Aussichtsplattform („Outeiro da Moura“).
Die Gemeindefeste sind die Festa de São Sebastião (Heiliger Sebastian) am 20. Januar und die Festa de Mártir Santo (Heiliger Märtyrer) am 24. Januar.

## Wirtschaft
Es gibt in der Gemeinde kleinere Industriebetriebe (Kunststoff, Baugewerbe, Fischverarbeitung) und wenige kleinere Läden und Cafés, dazu eine Apotheke. Landwirtschaft und Flussfischerei ist weiterhin ein bedeutender Teil der lokalen Wirtschaft, meist im Nebenerwerb. Die örtliche Filiale der CTT Correios de Portugal (Post) hat ihren Schalterdienst Ende der 1990er Jahre eingestellt, und auch am Bahnhof betreibt die CP keinen Schalter- und keinen Frachtdienst mehr. Die Einwohner bestreiten ihren Lebensunterhalt meist mit Altersrenten oder Erwerbstätigkeiten in den umliegenden Städten (Coimbra, Figueira da Foz).

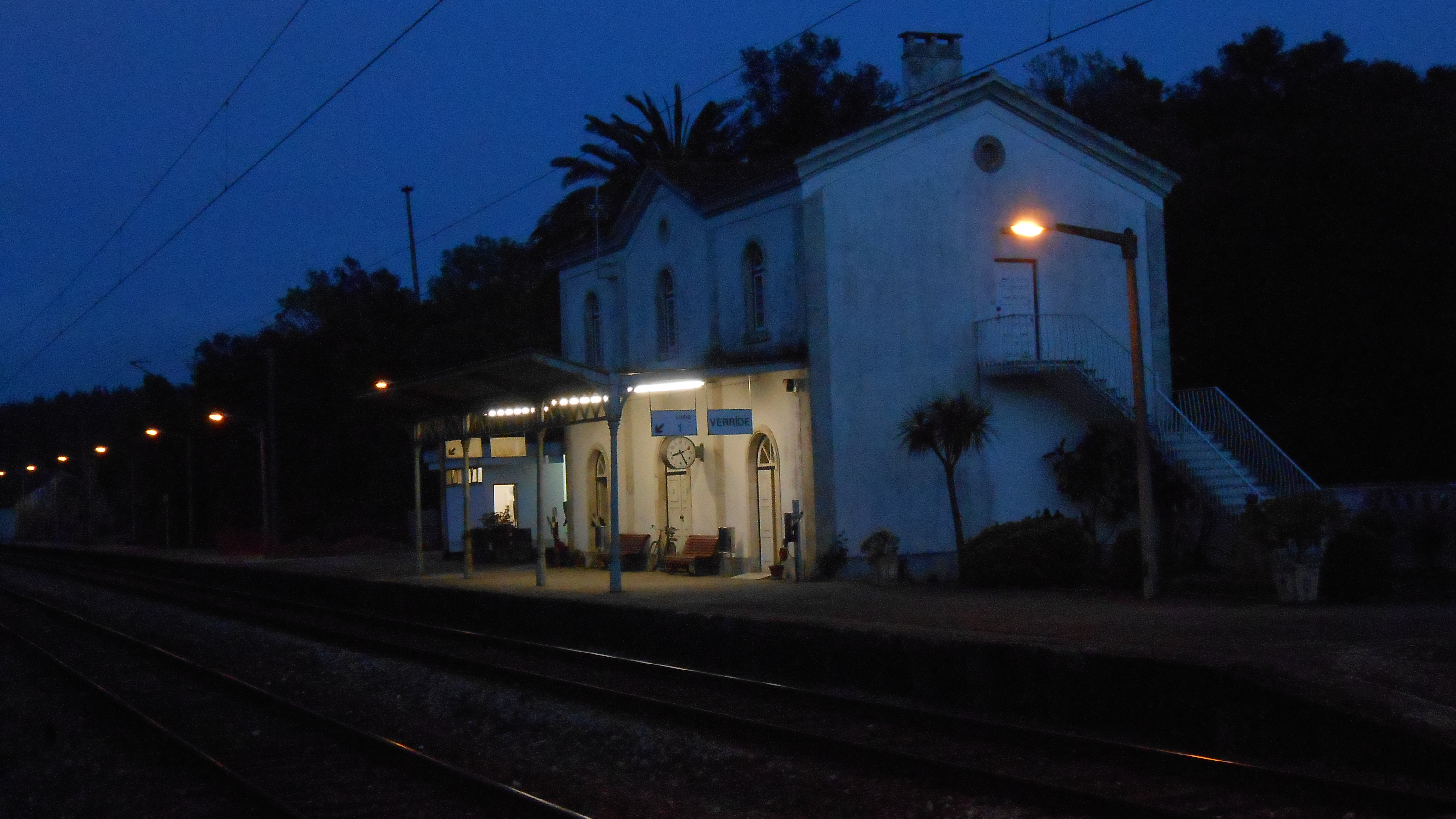
Der Bahnhof von Verride bei Nacht

## Verkehr
Der Bahnhof von Verride ist ein Haltepunkt der Eisenbahnstrecke Ramal de Alfarelos, zwischen Coimbra und dem Seebad Figueira da Foz.
Mit der 5 km langen Kreisstraße ist Verride über Montemor-o-Velho an die Autobahnen A14 und A17 angebunden.